# Campeonato Mundial de Halterofilismo de 1961
O 36º Campeonato Mundial de Halterofilismo foi realizado em Viena, na Áustria entre 20 a 25 de setembro de 1961. Participaram 120 halterofilistas de 33 nacionalidades. Essa edição foi realizada em conjunto com o Campeonato Europeu de Halterofilismo de 1961.

## Medalhistas
| Evento                     | Ouro                                 | Ouro     | Prata                                                          | Prata    | Bronze                            | Bronze   |
| -------------------------- | ------------------------------------ | -------- | -------------------------------------------------------------- | -------- | --------------------------------- | -------- |
| Galo (56 kg)               | Vladimir Stogov · União Soviética    | 345,0 kg | Imre Földi · Hungria                                           | 345,0 kg | Yoshinobu Miyake · Japão          | 337,5 kg |
| Pena (60 kg)               | Isaac Berger · Estados Unidos        | 367,5 kg | Sebastiano Mannironi · ItáliaYevgeny Minayev · União Soviética | 357,5 kg | Não concedido                     |          |
| Leve (67,5 kg)             | Waldemar Baszanowski · Polónia       | 402,5 kg | Sergey Lopatin · União Soviética                               | 400,0 kg | Marian Zieliński · Polónia        | 395,0 kg |
| Médio (75 kg)              | Aleksandr Kurynov · União Soviética  | 435,0 kg | Győző Veres · Hungria                                          | 420,0 kg | Marcel Paterni · França           | 405,0 kg |
| Meio-pesado-leve (82,5 kg) | Rudolf Plyukfelder · União Soviética | 450,0 kg | Géza Tóth · Hungria                                            | 432,5 kg | Tommy Kono · Estados Unidos       | 430,0 kg |
| Meio-pesado (90 kg)        | Ireneusz Paliński · Polónia          | 475,0 kg | Louis Martin · Reino Unido                                     | 462,5 kg | Arkady Vorobyov · União Soviética | 457,5 kg |
| Pesado (+ 90 kg)           | Yury Vlasov · União Soviética        | 525,0 kg | Richard Zirk · Estados Unidos                                  | 475,0 kg | Eino Mäkinen · Finlândia          | 462,5 kg |

## Quadro de medalhas
| Ordem | País            | Medalha de ouro | Medalha de prata | Medalha de bronze | Total |
| ----- | --------------- | --------------- | ---------------- | ----------------- | ----- |
| 1     | União Soviética | 4               | 2                | 1                 | 7     |
| 2     | Polónia         | 2               | 0                | 1                 | 3     |
| 3     | Estados Unidos  | 1               | 1                | 1                 | 3     |
| 4     | Hungria         | 0               | 3                | 0                 | 3     |
| 5     | Reino Unido     | 0               | 1                | 9                 | 1     |
| 5     | Itália          | 0               | 1                | 0                 | 1     |
| 7     | Finlândia       | 0               | 0                | 1                 | 1     |
| 7     | França          | 0               | 0                | 1                 | 1     |
| 7     | Japão           | 0               | 0                | 1                 | 1     |
| Total | Total           | 7               | 8                | 6                 | 21    |